# Georges Denancé
Georges Denancé, né le 24 septembre 1891 à Laval (Mayenne) et mort le 19 septembre 1942 à Auschwitz, est un résistant de la Seconde Guerre mondiale.

## Biographie
Georges Alfred Louis Denancé se marie en février 1917 avec Antonia Castanier à Soller (Espagne). Le couple s'installe à Tarbes où nait un fils, Georges, le 12 mai 1918.
De la classe 1911, il effectue sept ans de service armé jusqu'en 1918. Après la guerre, la famille déménage dans la Meuse, mais Antonia décède en juillet 1920 à Nancy. Resté avec son fils, Georges Denancé épouse Marie Félicie Minette en secondes noces à Gondrecourt-le-Château. De cette union naissent deux fils, Jean (1922) et Bernard (1925).
La famille vient habiter à Aulnay-sous-Bois avant de résider au 96, rue de Bourgogne à Sevran. Tourneur à l'usine Ideal standard à d'Aulnay-sous-Bois, il est délégué syndicat CGT des Métaux. En 1936, il adhère au Parti communiste français et en 1939, il est élu conseiller municipal de Sevran sur la liste menée par Gaston Bussière à la suite de la mort du maire Louis Fernet.
Dès le début de la guerre, il s'engage dans la Résistance comme ses fils Jean et Bernard. Mais le 6 novembre 1940, il est arrêté par la police française « au coin de la rue de Bourgogne et de la rue de Verdun, en allant faire ses courses », relâché après interrogatoire, puis de nouveau arrêté le 11 du même mois. Il est alors « interné administrativement » dans le camp d'Aincourt. Le 27 juin 1941, il est transféré au camp de Royallieu de Compiègne. Il est déporté par le convoi du 6 juillet 1942, dit « convoi des 45 000 » à Auschwitz, où il est immatriculé le 8 juillet 1942. Il décède le 19 septembre 1942, victime du typhus.

## Hommage
La rue de Bourgogne où habitait Georges Denancé à Sevran est rebaptisée le 24 août 1947 rue Georges-Denancé.

## Reconnaissance
Georges Denancé a été homologué « déporté politique » et la mention « mort pour la France » lui a été attribuée.